# کوین مای
کوین مای (انگلیسی: Kévin Mayi؛ زادهٔ ۱۴ ژانویهٔ ۱۹۹۳) بازیکن فوتبال اهل فرانسه است.
از باشگاه‌هایی که در آن بازی کرده‌است می‌توان به باشگاه فوتبال سن-اتین اشاره کرد.
وی همچنین در تیم‌های ملی فوتبال زیر ۱۹ سال فرانسه، زیر ۲۰ سال فرانسه، و گابن بازی کرده‌است.